# 愛の想い出
愛の思い出（あいのおもいで、I've Seen The Film, I've Read The Book）は、イギリスのロック・バンド、ジグソーによる、4番目のアルバムである。
ジグソーは1974年にBASFレーベルから本アルバムを発売した。ボー・ドナルドソン＆ヘイウッズが恋のあやまち "Who Do You Think You Are"をカバーし、全米15位のヒットとなったことで、米国のチェルシー・レコードと契約することができ、米国市場への展開が可能となった。

## 曲目
※特記無き楽曲はクライヴ・スコット、デズ・ダイヤー作
※演奏時間はジャケットに書かれていないため、出典のCDの演奏時間による。

Side 1
1.悲しみのシネマ "I've Seen The Film, I've Read The Book" 3:30
2.ふたりの旅立ち "That's The Way It Goes" 3:39
3.ルック・マイ・ウェイ "Look My Way" 2:51
4.フェイス・ザ・ミュージック "Face The Music" (Steve Fearn) 2:50
5.サンクフル・フォー・ユー "Thankful For You" (Stott) 2:44
6.恋のあやまち "Who Do You Think You Are" 2:59

Side 2
7.メンション・マイ・ネーム "Mention My Name" 3:12
8.愛を求めて "Give Me Love To Keep Me Warm" 3:47
9.浮気なあの娘 "You're Not The Only Girl" 3:31
10.別れの足音 "The Beginning Of The End" 2:35
11.涙のロマン "So Sorry And Sad" 4:17
12.リッスン・トゥ・ザ・ジョーカー "Listen To The Joker" 3:37

日本盤（VICP-63303）ボーナストラック
13.ハンギング・アラウンド "Hanging Around" 2:43
14.P-R-R-R ブルース "P-R-R-R Blues" 3:05
15.レディ・トゥ・ライド "Ready To Ride" 3:50
16.ステップ・オン・ザ・ガス "Step On The Gas" 3:15
17.ウィル・ユー・キャッチ・ミー "Will You Catch Me" 2:48
18.ホーム・ビフォア・ミッドナイト "Home Before Midnight" 3:05
19.リップルズ・オブ・ザ・ウォーター "Ripples Of The Water" 3:14
20.エヴリ・ムーヴ・ユー・メイク "Every Move You Make" 3:14
21.ラブ・ゲームズ "Love Games" 2:48
22.キック・ミー・ホエン・アイム・ダウン "Kick Me When I'm Down" 4:10
23.ユー・アー "You Are" 3:21

## パーソネル
・バリー・バーナード:ベース・ギター
・トニー・キャンベル:リード・ギター
・デス・ダイヤー:ドラムス、リード・ヴォーカル、パーカッション
・クライヴ・スコット:オルガン、ピアノ、ヴォーカル